# Южное викариатство
Южное викариатство — викариатство Московской епархии Русской православной церкви, объединяющее благочиния в Южном административном округе города Москвы. Включает в себя два благочиния — Даниловское (районы Бирюлево Восточное, Братеево, Даниловский, Зябликово, Москворечье-Сабурово, Нагатинский Затон, Орехово-Борисово Северное, Орехово-Борисово Южное) и Донское (районы Бирюлево Западное, Донской, Нагатино-Садовники, Нагорный, Чертаново Северное, Чертаново Центральное, Чертаново Южное, Царицыно).
Образовано 27 декабря 2011 года.
Управляющим Южным викариатством является митрополит Каширский Феогност (Гузиков).